# Rüdiger Selig
Rüdiger Selig (* 19. Februar 1989 in Zwenkau) ist ein ehemaliger deutscher Radrennfahrer.

## Sportliche Laufbahn
Bei den Deutschen Straßenmeisterschaften 2011 in Cottbus belegte Rüdiger Selig den dritten Platz in der Klasse U23. Anfang Juli gewann er die Internationale Oder-Rundfahrt. Wenige Tage später wurde er im Berliner Velodrom deutscher Meister im Punktefahren. Ende Juli belegte er bei der polnischen Mazovia-Tour in der Gesamtwertung Platz zwei mit einer Sekunde Rückstand auf den Sieger Robert Radosz. Nach diesen Erfolgen wurde er für die zweite Hälfte der Saison 2011 vom luxemburgischen ProTeam Leopard Trek als Stagiaire unter Vertrag genommen. In dieser Zeit konnte er überraschend das Memorial Frank Vandenbroucke, ein belgisches Eintagesrennen der UCI-Kategorie 1.1, im Massensprint gewinnen.
Von 2012 bis 2015 fuhr Selig beim ProTeam Katusha und gewann in dieser Zeit mit der Volta Limburg Classic 2013 ein weiteres Eintagesrennen der ersten Kategorie. Zur Saison 2016 wechselte er zum Team Bora-Argon 18, mit dem er auch zum ersten Mal an einer Grand Tour, der Vuelta á España, teilnahm. Dabei war seine beste Etappenplatzierung ein zweiter Rang in einem Massensprint. Ebenso Zweiter in einem Massensprint wurde Selig bei seiner zweiten Grand Tour, dem Giro d’Italia 2017, die er allerdings nicht beenden konnte. Anschließend wurde Selig vornehmlich als Anfahrer für Peter Sagan und Sam Bennett und ab 2018 auch für Pascal Ackermann eingesetzt. Im Sprint einer kleineren Gruppe auf der 2. Etappe der Slowakei-Rundfahrt 2018 gelang ihm ein weiterer individueller Erfolg.
Abseits seiner sportlichen Leistungen wurde Selig auch bekannt für sein im Straßenradsport hilfsbereites Verhalten bei Stürzen von Kollegen: Beim Dwars door Vlaanderen 2015 stürzte er in einen Graben und kümmerte sich anschließend um den regungslos auf der Straße liegenden Marcel Aregger. Nachdem August Jensen während des Sprintfinals des Scheldeprijses 2020 schwer gestürzt war, fuhr Selig zurück, um ihm zu helfen.
Selig wechselte im Januar 2022 zum belgischen UCI WorldTeam Lotto Soudal, um den Sprintzug von Caleb Ewan zu verstärken. Seine letzte Saison bestritt er im Jahr 2024 für das kasachische Astana Qazaqstan Team.

## Ehrungen
Seit 2019 ist Rüdiger Selig Namenspate für das „Rüdiger Selig Future Team“ in der Abteilung Radsport des SC DHfK Leipzig.

## Erfolge
2010
- Deutscher Meister – Punktefahren
- eine Etappe Tour de Berlin

2011
- eine Etappe Tour de Berlin
- Memorial Frank Vandenbroucke

2013
- Volta Limburg Classic
- Mannschaftszeitfahren Tour des Fjords

2015
- Mannschaftszeitfahren Österreich-Rundfahrt

2018
- eine Etappe Slowakei-Rundfahrt

## Wichtige Platzierungen
| Grand Tour            | 2012 | 2013 | 2014 | 2015 | 2016 | 2017 | 2018 | 2019 | 2020 | 2021 | 2022 | 2023 | 2024 |
| --------------------- | ---- | ---- | ---- | ---- | ---- | ---- | ---- | ---- | ---- | ---- | ---- | ---- | ---- |
| Giro d’ItaliaGiro     | –    | –    | –    | –    | –    | DNF  | DNF  | 127  | –    | –    | DNF  | –    | –    |
| Tour de FranceTour    | –    | –    | –    | –    | –    | 165  | –    | –    | –    | –    | –    | –    | –    |
| Vuelta a EspañaVuelta | –    | –    | –    | –    | 156  | –    | –    | –    | 141  | –    | –    | –    | –    |

| Monument                 | 2012 | 2013 | 2014 | 2015 | 2016 | 2017 | 2018 | 2019 | 2020 | 2021 | 2022 | 2023 | 2024 |
| ------------------------ | ---- | ---- | ---- | ---- | ---- | ---- | ---- | ---- | ---- | ---- | ---- | ---- | ---- |
| Mailand–Sanremo          | –    | –    | –    | –    | 105  | –    | –    | –    | –    | –    | –    | –    | –    |
| Flandern-Rundfahrt       | –    | –    | –    | –    | –    | DNF  | –    | –    | –    | –    | –    | –    | DNF  |
| Paris–Roubaix            | 61   | 64   | 136  | DNF  | 93   | DNF  | DNF  | 39   | –    | –    | –    | –    | 64   |
| Lüttich–Bastogne–Lüttich | –    | –    | –    | –    | –    | –    | –    | –    | –    | –    | –    | –    | –    |
| Lombardei-Rundfahrt      | –    | –    | –    | –    | –    | –    | –    | –    | –    | –    | –    | –    |      |